# Бонне-Сент-Ітер
Бонне-Сент-Ітер (фр. Bonnay-Saint-Ythaire) — муніципалітет у Франції, у регіоні Бургундія-Франш-Конте, департамент Сона і Луара. Бонне-Сент-Ітер утворено 1-1-2023 шляхом злиття муніципалітетів Бонне i Сент-Ітер. Адміністративним центром муніципалітету є Бонне. Населення — 437 осіб (01.01.2021).